# Општина Гимбав (Брашов)
Гимбав (рум. Ghimbav) општина је у Румунији у округу Брашов.
Oпштина се налази на надморској висини од 557 m.